# 白善鎮
白 善鎮（ペク・ソンジン、백선진）は大韓民国の軍人、企業家。朝鮮戦争では韓国軍の軍需支援を担当した。

## 経歴
1922年、平安南道平壌府に生まれる。本貫は水原白氏。
1939年、平壌師範学校を卒業。同期には白善燁がいた。卒業後、約6か月教職に就いた後、第三高等学校受験のために渡日して同志社大学予科在籍。病気で帰郷したため学徒出陣を免れる。
1945年12月、共産主義体制を避けて越南。英語能力を買われて軍事英語学校を卒業（軍番63番）。
1948年12月、初代兵站監。
1950年1月、兵站学校校長。7月、陸軍本部軍需局補給課長。
1951年、陸軍本部軍需局次長。
1952年、陸軍本部軍需局長。
1953年6月、アメリカ陸軍指揮幕僚大学留学。
1954年7月、陸軍本部兵站監。
1956年7月、国防部管理局長。
1958年、国防部次官補、任少将。
1960年6月、陸軍本部管理参謀部長。陸軍本部軍需参謀部長。
1961年5月、財務部長官。7月、予備役編入。
1969年、韓国総合技術開発公社社長。
1975年、韓国海外建設公社社長。
1979年、三湖住宅社長。

## 勲章
- 乙支武功勲章
- 忠武武功勲章
- 銅塔産業勲章
- レジオン・オブ・メリット - 1957年8月28日[2]